# Plitka poezija
Plitka poezija je prvi studjski album novosadskog sastava Pekinška patka. Album sadrži 15 skladbi od kojih su hitovi Bolje da nosim kratku kosu, Stop stop, Biti ružan, pametan i mlad i Ja sam punker u sakou starom. Izašao je 1980. godine u izdanju Jugotona.

## O albumu
Album je sniman ožujka 1980 u Novom Sadu. Veći dio hitova je izašao na singl pločama. Skladba Ja sam punker u sakou starom je iskorišten u TV filmu Kost od mamuta iz 1979 gdje uloge igraju Slavko Štimac i Đorđe Balašević.
Album je praćen glazbenim videom za skladbu Stop stop.